# Свети Никола (Псача)
Вижте пояснителната страница за други значения на Свети Никола.
„Свети Никола“ (на македонска литературна норма: „Свети Никола“) е средновековна православна църква в село Псача, община Ранковце, Северна Македония. Църквата е част от Кривопаланското архиерейско наместничество на Кумановско-Осоговската епархия на Македонската православна църква – Охридска архиепископия.

## Местоположение
Църквата се намира на 3 километра от шосето Крива Паланка – Куманово, над село Псача, сред стари дъбови и акациеви гори.

## История
Историческите сведения са оскъдни, но се предполага, че църквата е изградена около 1354 година. Църквата, както и нейният ктитор – севастократор Владко се споменават в една дарствена грамота от 25 март 1358 година, с която църквата е дарена на Хилендарския манастир. Тъй като грамотата е подписана от цар Стефан Душан (1331 – 1355), умрял три години преди това, предполага се, че всъщност е имало две грамоти – едната от Душан, а другата от Урош, които хилендарските монаси изкусно „споили“ в една с цел да използват авторитета на първия сръбски цар.
Църквата никога не е била център на самостоятелен манастир, но е имала статут на манастирска по силата на дарствената грамота от 1358 г. Понастоящем е гробищна църква – в двора и е гробището на село Псача.
От запазените стенописи на южната стена на църквата може да се направи извод, че севастократор Владко и княз Пасхач са ктитори на църквата.

## Архитектурни и художествени особености
Църквата е във форма на вписан кръст в правоъгълно пространство с централен купол и купол над нартекса. Куполът над централната част е разрушен и църквата през значителен период е била напълно открита и изложена на природните стихии. Куполът над нартекса също е унищожен. Поради недостиг на средства, при възстановяването ѝ на мястото на централния купол е изграден полукръгъл свод.
Фасадите на църквата се профилирани със слепи арки и богато украсени с керамични мотиви. Апсидата е тристенна, също украсена с керамопластика. Църквата е изградена от блокове дялан камък и червени тухли, споени с бял хоросан. Във фасадите са вградени каменни блокове с изображения на грифон, християнски кръстове и символи, както и свастика.
Запазените стенописи са от времето на изграждане на църквата и са ценни образци на средновековното християнско изкуство. С висока художествена стойност са реалистичните стенописи на южната стена на ктиторското семейство, включващо княз Пасхач и неговата съпруга – княгиня Озра, севастократор Владко, неговата жена Владислава и тримата им синове Стефан, Урош и един с неизвестно име. На северната стена в цял ръст са изобразени Св. св. Константин и Елена и портрети на сръбския цар Стефан Урош V (1336 – 1371) и неговия съвладетел крал Вълкашин.
Над западната входна врата в църквата някога е имало надпис, за който се предполага, че е бил унищожен в 1876 година от българи, тъй като в него се споменават кралете Урош и Волкашин. Надписите до портретите на двамата също са унищожени.
Запазени са и фрески на Свети Йоаким Осоговски (от 1371 година), Свети Меркурий, Свети Климент (от 1366 година), както и на Свети Ахил, Свети Дионисий, Св. св. Константин и Елена, Свети Спиридон. В олтарната апсида в цял ръст са изписани образите на Свети Атанасий Велики, Свети Йоан Златоуст, Свети Григорий Богослов и Свети Василий Велики. Над входната врата е традиционното изображение на Успение Богородично.
В XIX век са извършени някои доизписвания, а в началото на XX век на западната фасада зографът Димитър Андонов Папрадишки представя образи на няколко светци.